# Guccio Gucci
Guccio Giovanbattista Giacinto Dario Maria Gucci (Firenze, 26 marzo 1881 – Milano, 22 novembre 1953) è stato un imprenditore e stilista italiano, fondatore dell'azienda di moda Gucci.

## Biografia
Nacque a Firenze nel 1881 da Gabriello, un artigiano di San Miniato e da Elena Santini, di Lastra a Signa. Nel 1898, a soli 17 anni, decise di emigrare all'estero in cerca di fortuna, anche a causa del fallimento della bottega artigianale di cappelli di paglia del padre. Si trasferì prima a Parigi e poi a Londra, dove fu assunto come facchino d'albergo nel prestigioso Hotel Savoy. Lavorando a stretto contatto con il lusso e la ricchezza, rimase affascinato dagli eleganti bagagli e borse di HJ Cave & Sons, dei facoltosi ospiti. Iniziò così a sviluppare uno spiccato gusto della qualità e dello stile.

Dopo quattro anni decise di ritornare a Firenze dove iniziò a vendere articoli di valigeria, guanti e pelletteria. Guccio Gucci sposò Aida Calvelli (1879-1955), nata a Firenze, da cui ebbe cinque figli: Grimalda (1903-1989), Enzo che morì a 9 anni (1904-1913), Aldo (1905-1990), Vasco (1907-1974), Rodolfo (1912-1983); Ugo Calvelli Gucci (1899-1973), fratellastro dei cinque, era nato da una relazione di Aida Calvelli prima del matrimonio con Guccio, che lo adottò.

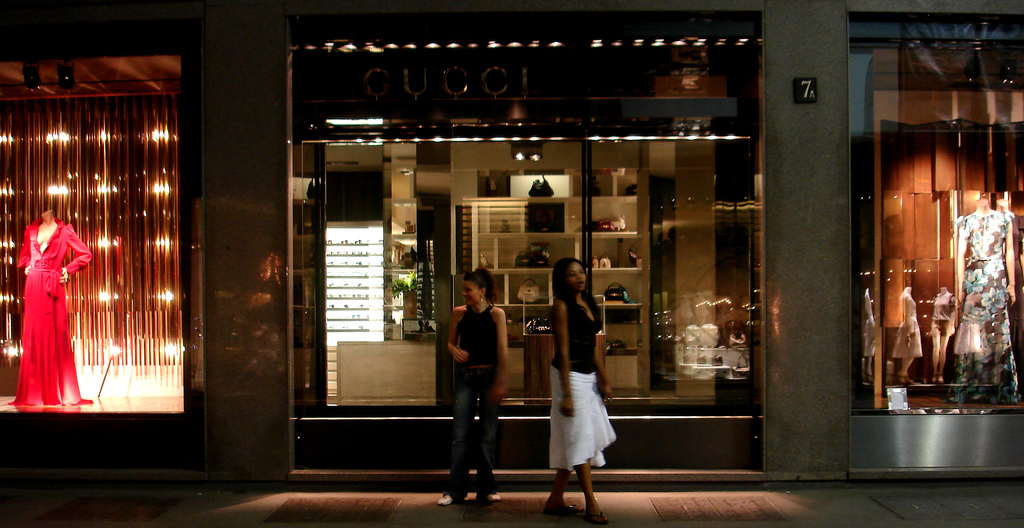
Negozio Gucci in Via Montenapoleone a Milano

Nel 1921 aprì il suo primo negozio, in Via della Vigna Nuova 7, Azienda Individuale Guccio Gucci, una piccola bottega dove vendeva valigie in pelle, ma anche articoli da viaggio e selleria per l'equitazione, e che nei decenni successivi divenne la nota azienda Gucci, marchio fiorentino divenuto uno dei simboli dell'alta moda italiana nel mondo.
Iniziò subito ad avere un ottimo successo, il che portò i migliori artigiani di quel tempo a lavorare per la sua azienda. Nel 1938 Gucci fondò un'altra sede a Roma e ben presto la sua attività individuale si trasformò in attività di famiglia quando i figli si unirono a lui. Nel 1951 aprì un altro negozio a Milano.
Guccio Gucci morì improvvisamente nel 1953; è sepolto nella cappella di famiglia nel cimitero di Soffiano, il camposanto della Venerabile Arciconfraternita della Misericordia di Firenze.
Saranno poi i figli Rodolfo e Aldo a continuare l'azienda di famiglia.

## Famiglia Gucci
|                    |                    |                |                |                 |                 |                                             |                                             |              |                 |                                              |                   |                   |                               |                               |               |               |        |        |                                                                                     |                                                                                     |                                                        |                                                        |           |           |                |                |                        |                        |                |                                         |                                         |               |               |              |                    |                    |
|                    |                    |                |                |                 |                 |                                             |                                             |              |                 | GUCCI                                        |                   |                   |                               |                               |               |               |        |        |                                                                                     |                                                                                     |                                                        |                                                        |           |           |                |                |                        |                        |                |                                         |                                         |               |               |              |                    |                    |
|                    |                    |                |                |                 |                 |                                             |                                             |              |                 |                                              |                   |                   |                               |                               |               |               |        |        |                                                                                     |                                                                                     |                                                        |                                                        |           |           |                |                |                        |                        |                |                                         |                                         |               |               |              |                    |                    |
|                    |                    |                |                |                 |                 |                                             |                                             |              |                 |                                              |                   |                   |                               |                               |               |               |        |        |                                                                                     |                                                                                     |                                                        |                                                        |           |           |                |                |                        |                        |                |                                         |                                         |               |               |              |                    |                    |
|                    |                    |                |                |                 |                 |                                             |                                             |              |                 | Gabriello ⚭ Elena Santini                    |                   |                   |                               |                               |               |               |        |        |                                                                                     |                                                                                     |                                                        |                                                        |           |           |                |                |                        |                        |                |                                         |                                         |               |               |              |                    |                    |
|                    |                    |                |                |                 |                 |                                             |                                             |              |                 |                                              |                   |                   |                               |                               |               |               |        |        |                                                                                     |                                                                                     |                                                        |                                                        |           |           |                |                |                        |                        |                |                                         |                                         |               |               |              |                    |                    |
|                    |                    |                |                |                 |                 |                                             |                                             |              |                 |                                              |                   |                   |                               |                               |               |               |        |        |                                                                                     |                                                                                     |                                                        |                                                        |           |           |                |                |                        |                        |                |                                         |                                         |               |               |              |                    |                    |
|                    |                    |                |                |                 |                 |                                             |                                             |              |                 | Guccio 1881-1953 ⚭ Aida Calvelli (1879-1955) |                   |                   |                               |                               |               |               |        |        |                                                                                     |                                                                                     |                                                        |                                                        |           |           |                |                |                        |                        |                |                                         |                                         |               |               |              |                    |                    |
|                    |                    |                |                |                 |                 |                                             |                                             |              |                 |                                              |                   |                   |                               |                               |               |               |        |        |                                                                                     |                                                                                     |                                                        |                                                        |           |           |                |                |                        |                        |                |                                         |                                         |               |               |              |                    |                    |
|                    |                    |                |                |                 |                 |                                             |                                             |              |                 |                                              |                   |                   |                               |                               |               |               |        |        |                                                                                     |                                                                                     |                                                        |                                                        |           |           |                |                |                        |                        |                |                                         |                                         |               |               |              |                    |                    |
| Grimalda 1903-1989 | Grimalda 1903-1989 | Enzo 1904-1913 | Enzo 1904-1913 | Vasco 1907-1974 | Vasco 1907-1974 | Rodolfo 1912-1983 ⚭ 1944 Sandra Ravel       | Rodolfo 1912-1983 ⚭ 1944 Sandra Ravel       |              |                 |                                              |                   |                   | Ugo Calvelli Gucci* 1899-1973 | Ugo Calvelli Gucci* 1899-1973 |               |               |        |        |                                                                                     |                                                                                     | Aldo 1905-1990 ⚭ 1927 Olwen Price ⚭ 1981 Bruna Palombo | Aldo 1905-1990 ⚭ 1927 Olwen Price ⚭ 1981 Bruna Palombo |           |           |                |                |                        |                        |                |                                         |                                         |               |               |              |                    |                    |
|                    |                    |                |                |                 |                 |                                             |                                             |              |                 |                                              |                   |                   |                               |                               |               |               |        |        |                                                                                     |                                                                                     |                                                        |                                                        |           |           |                |                |                        |                        |                |                                         |                                         |               |               |              |                    |                    |
|                    |                    |                |                |                 |                 |                                             |                                             |              |                 |                                              |                   |                   |                               |                               |               |               |        |        |                                                                                     |                                                                                     |                                                        |                                                        |           |           |                |                |                        |                        |                |                                         |                                         |               |               |              |                    |                    |
|                    |                    |                |                |                 |                 | Maurizio 1948-1995 ⚭ 1972 Patrizia Reggiani | Maurizio 1948-1995 ⚭ 1972 Patrizia Reggiani |              |                 |                                              | Giorgio 1928-2020 | Giorgio 1928-2020 |                               |                               |               |               |        |        | Paolo 1931-1995 ⚭ 1952 Yvonne Moschetto ⚭ 1977 Jenny Garwood ⚭ 1990 Penny Armstrong | Paolo 1931-1995 ⚭ 1952 Yvonne Moschetto ⚭ 1977 Jenny Garwood ⚭ 1990 Penny Armstrong |                                                        |                                                        |           |           |                |                |                        |                        |                | Roberto 1932-2009 ⚭ Drusilla Cafferelli | Roberto 1932-2009 ⚭ Drusilla Cafferelli | Patricia 1963 | Patricia 1963 |              |                    |                    |
|                    |                    |                |                |                 |                 |                                             |                                             |              |                 |                                              |                   |                   |                               |                               |               |               |        |        |                                                                                     |                                                                                     |                                                        |                                                        |           |           |                |                |                        |                        |                |                                         |                                         |               |               |              |                    |                    |
|                    |                    |                |                |                 |                 |                                             |                                             |              |                 |                                              |                   |                   |                               |                               |               |               |        |        |                                                                                     |                                                                                     |                                                        |                                                        |           |           |                |                |                        |                        |                |                                         |                                         |               |               |              |                    |                    |
|                    |                    |                |                |                 | Alessandra 1976 | Alessandra 1976                             | Allegra 1981                                | Allegra 1981 | Alessandro 1953 | Alessandro 1953                              | Isabella          | Isabella          | Guccio 1955                   | Guccio 1955                   | Patricia 1954 | Patricia 1954 | Alyssa | Alyssa | Elisabetta 1952                                                                     | Elisabetta 1952                                                                     | Gemma                                                  | Gemma                                                  | Gabrielle | Gabrielle | Francesco 1967 | Francesco 1967 | Uberto 1960 ⚭ Stefania | Uberto 1960 ⚭ Stefania | Domitilla 1964 | Domitilla 1964                          | Cosimo 1956                             | Cosimo 1956   | Filippo 1957  | Filippo 1957 | Maria Olimpia 1963 | Maria Olimpia 1963 |
|                    |                    |                |                |                 |                 |                                             |                                             |              |                 |                                              |                   |                   |                               |                               |               |               |        |        |                                                                                     |                                                                                     |                                                        |                                                        |           |           |                |                |                        |                        |                |                                         |                                         |               |               |              |                    |                    |
|                    |                    |                |                |                 |                 |                                             |                                             |              |                 |                                              |                   |                   |                               |                               |               |               |        |        |                                                                                     |                                                                                     |                                                        |                                                        |           |           |                |                |                        |                        |                |                                         |                                         |               |               |              |                    |                    |
|                    |                    |                |                |                 |                 |                                             |                                             |              |                 |                                              |                   |                   |                               |                               |               |               |        |        |                                                                                     |                                                                                     |                                                        |                                                        |           |           |                |                | Drusilla 1994          |                        |                |                                         |                                         |               |               |              |                    |                    |